# T-13
T-13戦車駆逐車（T-13 tank destroyer）は、1930年代、ベルギーにおいて開発され、第二次世界大戦初頭に使われた対戦車自走砲である。イギリスのヴィッカース・アームストロング社製の装軌式軽牽引車をベース車体として、ベルギー製のFRC 1932年型 47 mm対戦車砲を搭載、各形式合わせて200両以上が生産された。

## 開発と生産
ベルギーは1930年代半ば、イギリスからヴィッカース＝アームストロング社製の軽ドラゴンMk.I （ヴィッカース＝カーデン・ロイド 1934年型砲兵トラクター（Vickers Carden-Loyd 1934 Artillery Tractor）とも）を56両輸入した。軽ドラゴンは同社のカーデン・ロイド軽戦車系列の足回りを利用した装軌式の砲牽引車で、ドラゴンの名は「drag gun（砲を引っ張る）」に引っかけたもの。調達はアルデンヌ猟兵師団向けに、75 mm榴弾砲の牽引を目的としたものだったが、部隊では全輪駆動の装輪式牽引車を選択したため、これらの車両は余剰となった。
これが、歩兵部隊の対戦車火器の主力、47 mm対戦車砲の有効な運搬手段を探していた軍機械化委員会の目に留まり、自走砲化が行われることになった。
開発された自走砲は、車体はほぼ軽ドラゴンMk.I のままで、操縦席以降はオープントップ、車体中央に、前半部だけに装甲を持ち、後半は素通しの砲塔が置かれた。操縦席前面・側面には、可倒式の装甲板が取り付けられた。
砲は後ろ向きが標準位置で、一応、全周回転は可能だったが、前に向けた場合は操縦席回りの装甲板を倒さねばならなかった。
各歩兵・騎兵部隊に行き渡らせるには、もともとの50数両では不足していたため、1936年、ベルギーのファミユルー製作所（Ateliers de Construction de Familleureux）はヴィッカース＝アームストロング社から、より新型の軽ドラゴンMk.IIC（軽ドラゴンMk.IIB の輸出仕様とも）のライセンス生産権を取得した。
Mk.IICをベースに生産されたT-13は、車体上部をほぼ新設計とする、より本格的な改装が行われた。車体は操縦席も含めて上面が密閉され、砲塔も後面のみ開放式で前向きが標準、装甲もわずかに厚くなった。Mk.IIC はMk.I に比べエンジンも強化されていたため、この新型のT-13（T-13 B3）は不整地走行能力・最高速度もそれ以前の型（T-13 B1、B2）を上回っていた。
生産はドイツの侵攻によりベルギーが陥落するまで続けられた。

## 形式

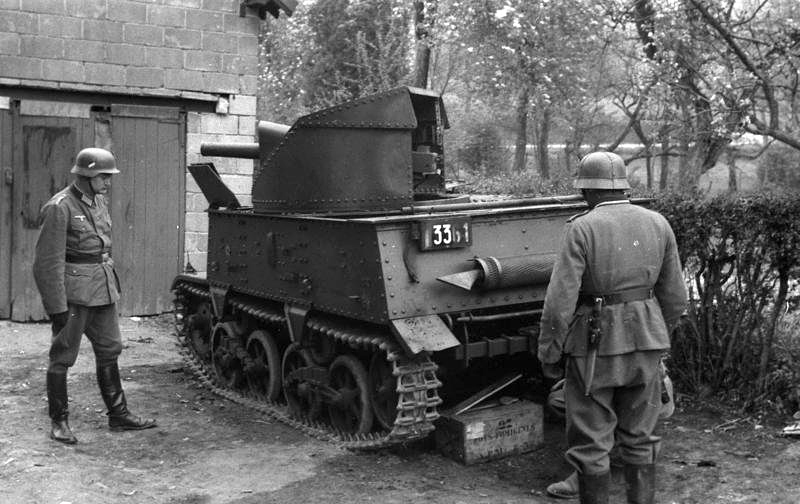
1940年5月、放棄されたベルギー軍のT-13 B3戦車駆逐車

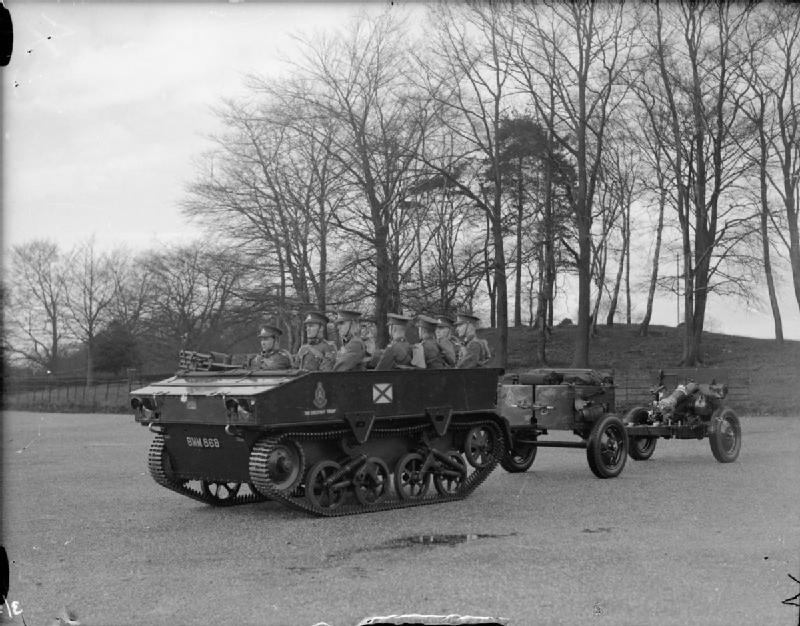
T-13 B3戦車駆逐車のベース車体とされる、軽ドラゴンMk.IIC

T-13 B1
軽ドラゴンMk.I の車体を利用して作られた第1期製作分。改装はFRC（Fondorie Royale des Canons、王立砲兵工廠）で行われた。30両生産。転輪は片側4つ（ボギー2組）で、最後尾の転輪が誘導輪を兼ねる。上部転輪は持たない。
T-13 B2
軽ドラゴンMk.I の車体を利用して作られた第2期製作分。改装はファミユルー製作所で行われた。20両生産。基本的にはT-13 B1と同一だが、細部の仕様がわずかに異なる。外見上、最も目立つ識別点は、車体後部フェンダーの角度がB1では45度であるのに対し、B2は75度と切り立っていること。なお、資料によってはB1、B2の合計生産数をベルギーが入手した軽ドラゴンMk.I の総数である56両としている。ベルギー、ブリュッセルの戦車博物館に1両が現存している。
T-13 B3

軽ドラゴンMk.IICの車体を利用して作られたもので、搭載砲はB1、B2と同じだが設計は一新されている。ファミユルー製作所において、ドイツ侵攻によるベルギー陥落までに150両以上が生産されたと考えられている。車体は上面が密閉され、砲塔も前側約3分の2を覆う新設計のものになっている。片側4つ（ボギー2組）の転輪を持つのはB1、B2と同様だが、転輪とは別に接地しない誘導輪、片側2つの上部転輪を持つ。ただ、軽ドラゴンMk.IICは、コイルスプリング・サスペンションだが、T-13 B3は、リーフスプリング・サスペンションであり（右画像でも確認できる）、その足回りは、軽ドラゴンMK.I の物に似ている。

## 参考資料
- G. Mazy,"T13 : Self-propelled 47-mm gun", WHEELS & TRACKS no.18, Battle of Britain Prints International Ltd., 1987
- C. Foss, P. McKenzie "THE VICKERS TANKS", Patrick Stephens Limited, 1988
- S. Zaloga, "Blitzkrieg", squadron/signal publications. 1980
- Tanks. Armoured warfare prior to 1946. http://mailer.fsu.edu/~akirk/tanks/bel/Belgium.htm